# Relovo, Sofia
Relovo (în bulgară Рельово) este un sat în comuna Samokov, regiunea Sofia,  Bulgaria. 

## Demografie
Componența etnică a satului Relovo
     Turci (1,67%)
     Bulgari (97,65%)
     Nicio identificare (0,67%)
     Altele (0%)
La recensământul din 2011, populația satului Relovo era de 298 locuitori. Din punct de vedere etnic, majoritatea locuitorilor (97,65%) erau bulgari, cu o minoritate de turci (1,67%). Pentru 0,67% din locuitori nu este cunoscută apartenența etnică.